# Anky van Grunsven

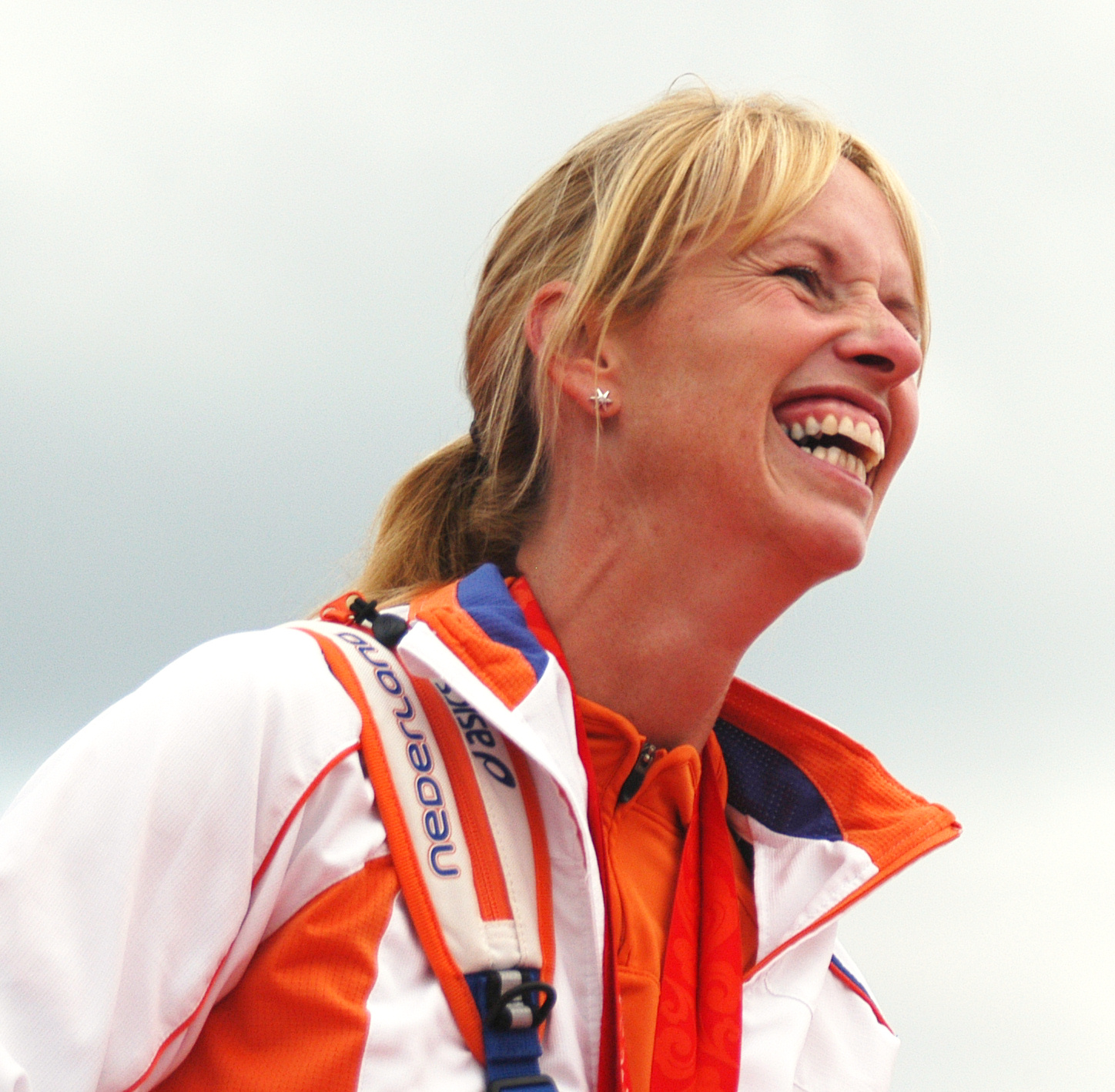
Anky van Grunsven 2008-ban

Theodora Elisabeth Gerarda („Anky”) van Grunsven (Erp, 1968. január 2. –) holland díjlovasnő, többszörös olimpiai és világ- és Európa-bajnok.
Világcsúcsokat tart a pontok tekintetében, és három olimpiai aranyérem birtokosa. Anky díjlovaglásban kilenc alkalommal nyert világkupát. 1990-ben szerepelt először a holland bajnokságon, 13 alkalommal lett holland bajnok, és soha nem végzett a 3. helynél rosszabb helyen. Anky számos alkalommal megkapta „Az év lovasa” címet, 1999-ben „Az év sportolója”, és 2001-ben „Az évszázad lovasa” is volt.

## Életrajza
Van Grunsven hatéves korában kezdett foglalkozni Heleentje nevű Shetlandi pónijával. Kezdetben csak ápolta a pónit, majd édesapjától kapott első lovagló leckéit követően Erp póni klubjának a tagja lett. Hétéves korától indult versenyeken. Kezdetben nem ment neki olyan jól a versenyzés, csak HAVO diplomájának (Hoger algemeen voortgezet onderwijs, középfokú végzettség Hollandiában) megszerzése után választotta hivatásának a lovaglást, és azon belül is a díjlovaglást.
Prisco volt az első igazi saját lova, 1980-ban indult vele először a holland L osztályú díjlovas versenyen. 1982-ben érték el a holland Z osztályt. Anky 1990-ben lett első alkalommal holland bajnok Bonfire-rel, akivel 1991-ben másodszor is holland bajnok lett, majd összesen kilenc nemzeti bajnoki címet nyertek.
Anky van Grunsven 1994-ben, Hágában, világbajnoki címet szerzett zenés kűrben. Anky kilenc alkalommal nyert Világkupa döntőn, ebből öt alkalommal Bonfire-rel. Első ízben 1995-ben Hollywoodban, ahol a „Bonfire szimfóniája” kűr zeneként fontos szerepet játszott, majd az 1996-os Gothenburg-i, az 1997-es ’s-Hertogenbosch-i, az 1999-es Dortmundi és a 2000-es ugyancsak ’s-Hertogenbosch-i versenyeket is együtt nyerték.
Edzője, és 2005-től férje, Sjef Janssen, aki 28 évesen lépett a lovak világába, és új szemléletet hozott a lókiképzés terén. Fiuk, Yannick Janssen 2004-ben, lányuk, Ava pedig 2007-ben született.
Évtizedeken át Németország volt a világelső díjlovaglásban, amígAachen-ben a holland csapat, melynek Anky van Grunsven is a tagja volt, meg nem nyerte a 2005-ös Nemzetek Kupáját. 2005-ben vádak jelentek meg a német Szent György lovas magazinban, miszerint Anky Van Grunsven kegyetlen edzésmódszereket alkalmaz. Többek között ezek a vádak vonatkoztak a díjlovas társadalom által Rollkur néven emlegetett technikára, amit ma inkább „hyperflection”-ként emlegetnek, ami a nyak extrém hajlítását jelenti. A vádakat a bíróság alaptalannak találta, de ennek az edzésmódszernek a megítélésében a díjlovas társadalom mind a mai napig megosztott.
Van Grunsven még négyszer nyert Világkupa döntőt Salinero-val: Düsseldorfban (2004), Las Vegasban (2005), Amsterdamban (2006) és 's-Hertogenboschban (2008, Indoor Brabant).
Anky van Grunsven Keltec Salinero-val 2006-ban a pontszámok tekintetében két világcsúcsot is felállított: a hollandiai 's-Hertogenboschban Nagydíj Kűrben 87,93%-os, és Rotterdamban Nagydíj versenyszámban 81,33%-os eredményével.
2006-ban világbajnok volt nagydíj-kűrben (Freestyle), 2007-ben pedig Európa-bajnok lett egyéni és csapat nagydíj-kűrben.
2008-ban Anky megnyerte az év két legfontosabb versenyét: a Világkupa döntőt és az olimpiát. Anky az első lovas, aki egymás után háromszor egyéni aranyat tudott nyerni két különböző lóval (a 17 éves Bonfire-rel a 2000-es olimpián, aki ezután vissza is vonult a versenyzésből, majd az éppen csak 10 éves Salineróval a 2004-es athéni olimpián és a 2008-as pekingi olimpián).
Anky a díjlovaglást különösen népszerűvé tette hazájában, hétszer választották az év lovasának, 1994-ben az év sportolója, 2001-ben pedig az évszázad lovasa címmel tüntették ki. Saját fan-klubja van, és honlapja is nagyon népszerű.

## Legjobb lovai
- Heleentje (a 6 éves Anky legjobb lova.)
- Prisco (született: 1973), sötétpej melegvérű
- Bonfire[4] (született: 1983), pej Oldenburgi apja: Welt As
- Partout(született: 1987), pej Trakehneni apja: Arogno
- Salinero[5] (született: 1994), pej Hannoveri apja: Salieri
- IPS Krack C[6] (született: 1992), pej Holland Melegvérű apja: Flemmingh Pref
- IPS Painted Black[7] (született: 1997), fekete Holland Melegvérű apja: Gribaldi

## Sikerei

### Érmek

#### Arany
- Olimpia 2000 Sydney (egyéni)
- Olimpia 2004 Athén (egyéni)
- Olimpia 2008 Peking (egyéni)
- Világbajnokság 1994 Hága (egyéni)
- Világbajnokság 2006 Aachen (egyéni kűr)
- Európa-bajnokság 1999 (egyéni)
- Európa-bajnokság 2005 (csapat)
- Európa-bajnokság 2007 (csapat)
- Európa-bajnokság 2007 (egyéni)

#### Ezüst
- Olimpia 1992 Barcelona (csapat)
- Olimpia 1996 Athén (egyéni)
- Olimpia 1996 Athén (csapat)
- Olimpia 2000 Sydney (csapat)
- Olimpia 2008 Peking (csapat)
- Világbajnokság 1994 Hága (csapat)
- Világbajnokság 1998 Róma (csapat)
- Világbajnokság 1998 Róma (egyéni)
- Világbajnokság 2006 Aachen (csapat)
- Világbajnokság 2006 Aachen (egyéni)
- Európa-bajnokság 1995 (csapat)
- Európa-bajnokság 1995 (egyéni)
- Európa-bajnokság 1997 (csapat)
- Európa-bajnokság 1997 (egyéni)
- Európa-bajnokság 1999 (csapat)
- Európa-bajnokság 1999 (egyéni)
- Európa-bajnokság 2005 (csapat)
- Európa-bajnokság 2005 (egyéni)
- Európa-bajnokság 2007 (csapat)
- Európa-bajnokság 2007 (egyéni)

### Tiszteletbeli címei
- 2004: Az év lovasa
- 2001: Az évszázad lovasa[8]
- 2000: Az év lovasa
- 1998: Az év lovasa
- 1996: Az év lovasa
- 1995: Az év lovasa
- 1994: Az év lovasa, Az év sportolója
- 1993: Az év lovasa

### Olimpiai érmei
- 2008, Hongkong (Pekingi olimpia): 1. (egyéni), 2. (csapat) IPS Salineróval
- 2004, Athén: 1.(egyéni), 4. (csapat) Gestion Salineróval
- 2000, Sydney: 1. (egyéni), 2. (csapat) Gestion Bonfire-rel
- 1996, Atlanta: 2. (egyéni), 2. (csapat) Gestion Bonfire-rel

### Egyéb eredményei
- Tizenháromszoros győztese a holland bajnokságnak díjlovaglásban (1990–2000, 2003, 2005, 2007).
- Holland bajnok tíz éven át egyfolytában: 1990–2000
- Soha nem volt a holland bajnokságban a 3. helynél rosszabb helyezése. Második: 2004 és 2008, harmadik: 2002 és 2006.
- Pontok tekintetében három világcsúcsot tart.
- Megkapta az Év lovasa címet Hollandiában (1993–1996, 1998, 2001, 2004).
- Megkapta az Évszázad lovasa (Rider of the Century) címet Hollandiában (2000)
- Megkapta az Év sportolója címet 2004-ben.
- Kilenc alkalommal nyerte a Díjlovas Világkupát (World Cup dressage) (1993 és 2008 között minden évben, 1998 kivételével, amikor második lett).
- Kétszer ezüstérmes lett a Fiatal Lovak Világkupáján (World Cup for young horses) (1999 és 2003).

#### Eredmények a holland bajnokságokon
- 13-szoros holland bajnok: 1990-től 1998-ig és 2000-ben Bonfire-rel, valamint 2003-ban, 2005-ben és 2007-ben Keltec Salinero-val
- 2008: 2. IPS Painted Black-kel
- 2006: 1. IPS Krack C-vel, 6. IPS Painted Black-kel (fedett pályás)
- 2006: 3. IPS Krack C-vel
- 2004: 2. Gestion Krack C-vel
- 1999: 3. Gestion Idool-lal

#### Eredmények az Európa-bajnokságokon
- 2007: 1. (egyéni nagydíj-kűrben) és csapat; 2. egyéni Nagydíj-Speciálban Keltec Salinero-val
- 2005: 1. (egyéni) és 2. (csapat) Keltec Salinero-val
- 2001: 17. (egyéni) és 2. (csapat) Gestion Idool-lal
- 1999: 1. (egyéni) és 2. (csapat) Gestion Bonfire-rel
- 1997: 2. (egyéni) és 2. (csapat) Gestion Bonfire-rel
- 1995: 2. (egyéni) és 2. (csapat) Gestion Bonfire-rel
- 1991: 5. (egyéni) és 3. (csapat) Gestion Bonfire-rel
- 1989: 22. (egyéni) és 5. (csapat) Prisco-val

#### Eredmények a világbajnokságokon
- 2006: Világbajnok (nagydíj-kűrben),[9] 2. Nagydíj-speciálban és 2. (csapat) Keltec Salinero-val
- 2002: 11. (egyéni) és 5. (csapat) Gestion Krack C-vel
- 1998: 2. (egyéni) és 2. (csapat) Gestion Bonfire-rel
- 1994: 1. (egyéni) és 2. (csapat) Gestion Bonfire-rel
- 1990: 23. (egyéni) Prisco-val

#### Eredmények a Fiatal Lovak Világbajnokságán
- 2003: 2. Painted Black-kel
- 1999: 2. Ictenos-szal

#### Eredmények az olimpiai játékokon
- 2008, Hongkong (Pekingi olimpia): 1. (egyéni) és 2. (csapat) IPS Salinero-val
- 2004, Athén: 1. (egyéni) és 5. (csapat) Gestion Salinero-val
- 2000, Sydney: 1. (egyéni) és 2. (csapat) Gestion Bonfire-rel
- 1996, Atlanta: 2. (egyéni) és 2. (csapat) Gestion Bonfire-rel
- 1992, Barcelona: 5. (egyéni) és 2. (csapat) Gestion Bonfire-rel
- 1988, Szöul: 26. (egyéni) és 5. (csapat) Prisco-val

#### Eredmények a Világkupa döntőkön
- 2008: 1. IPS Salinero-val
- 2006: 1. IPS Salinero-val
- 2005: 1. Salinero-val
- 2004: 1. Salinero-val
- 2000: 1. Bonfire-rel
- 1999: 1. Bonfire-rel
- 1998: 2. Bonfire-rel
- 1997: 1. Bonfire-rel
- 1996: 1. Bonfire-rel
- 1995: 1. Bonfire-rel
- 1993: 9. Cocktail-lal
- 1990: 9. Prisco-val
- 1989: 7. Prisco-val

A FEI/BCM Díjlovasok Világranglistáján
- 1. IPS Salinero-val és
- 5. IPS Painted Black-kel

 a 2008. szeptember 30-i állapot szerint.

### Egyéb jelentős aktuális nemzetközi és hazai (hollandiai) eredmények

#### 2008
- CDI5* Lyon (FRA): 1. Nagydíjban (71,21%) és 1. Nagydíj-kűrben (76,20%) IPS Painted Black-kel
- CDI-W Odense (DEN): 3. Nagydíjban (72,88%) és 2. Nagydíj-kűrben (79,60%) IPS Painted Black-kel
- CDI3* Donaueschingen (GER): 1. Nagydíjban (73,25%) és 1. Nagydíj-speciálban (75,96%) IPS Painted Black-kel
- CDI4* Aachen (GER): 3. Nagydíjban (71,04%) és 1. Nagydíj-kűrben (76,80%) IPS Painted Black-kel
- CDIO3* Rotterdam (NED): 1. Nagydíjban (75,92%) és 1. Nagydíj-kűrben (82,05%) IPS Salinero-val
- CDI5* Cannes (FRA): 1. Nagydíjban (73,50%) és 1. Nagydíj-kűrben (77,85%) IPS Painted Black-kel
- CDI3* De Steeg (NED): 1. Nagydíjban (78,54%) és 1. Nagydíj-speciálban (78,88%) IPS Salinero-val
- CDI3* De Steeg (NED): 10th Nagydíjban (70,17%) és 1. Nagydíj-kűrben (78,25%) IPS Painted Black-kel
- CDI5* Lingen (GER): 5. Nagydíjban (70,33%) és 1. Nagydíj-kűrben (80,50%) IPS Painted Black-kel
- CDI3* ‘s Hertogenbosch (NED): 3. Nagydíjban (70,25%) és 3. Nagydíj-speciálban (71,92%) IPS Painted Black-kel
- CDI-W Amsterdam (NED): 1. Nagydíjban (78,04%) és 1. Nagydíj-kűrben (83,85%) IPS Salinero-val

#### 2007
- CDI-W Mechelen (BEL):       1. Nagydíjban (73,42%) és 1. Nagydíj-kűrben (78,60%) IPS Painted Black-kel
- CDI-W London-Olympia (GBR): 1. Nagydíjban (78,04%) és 1. Nagydíj-kűrben (83,05%) IPS Salinero-val
- CDI4* Maastricht (NED):     1. Nagydíjban (76,21%) és 1. Nagydíj-kűrben (84,10%) IPS Salinero-val
- CDI3* Helsinki (FIN):       1. Nagydíjban (70,04%) és 1. Nagydíj-speciálban (73,30%) IPS Krack C-vel
- CDI3* Oslo (NOR):           1. Nagydíjban (70,46%) és 1. Nagydíj-speciálban (73,70%) IPS Krack C-vel
- CDI3* Flyinge (SWE):        1. Nagydíjban (75,00%) és 2. Nagydíj-speciálban (71,88%) IPS Painted Black-kel;

5. Nagydíjban (70,62%) IPS Krack C-vel
- CHIO Aachen[10] (GER):

2. Nagydíjban (75,29%), 2. Nemzetek Kupájában,
2. Nagydíj-speciálban (76,84%) és 2. Nagydíj-kűrben (81,45%) Keltec Salinero-val,
2. Nagydíjban (71,25%) és 1. Nagydíj-kűrben (77,85%) IPS Painted Black-kel a CDI-Tour-on
- CDIO3* Rotterdam (NED): 1. Nagydíjban (78,25%) és 1. Nagydíj-kűrben (81,90%) Keltec Salinero-val
- CDI4* Rotterdam (NED): 2. Nagydíjban (70,04%) és 3. Nagydíj-speciálban (69,96%) IPS Krack C-vel
- CDI3* Gelderland (NED): 1. Nagydíjban (73,96%) és 1. Nagydíj-speciálban (73,16%) IPS Painted Black-kel
- CDI3* Gelderland (NED): 3. Nagydíjban (70,92%) és 1. Nagydíj-kűrben (75,50%) IPS Krack C-vel

#### 2006
- CDI-W Aarhus (DEN): 5. Nagydíjban (70,46%) és 5. Nagydíj-kűrben (74,60%) IPS Krack C-vel
- CDI3* Aarhus (DEN): 1. Nagydíjban (75,00%) és 1. Nagydíj-speciálban (75,00%) IPS Painted Black-kel
- CDI3* Flyinge (SWE): 2. Nagydíjban (71,79%) és 1. Nagydíj-kűrben (72,40%) IPS Painted Black-kel
- CDI3* Lingen (GER): 6. Nagydíjban (68,79%) és 5. Nagydíj-speciálban (72,24%) IPS Painted Black-kel;

7. Nagydíjban (68,58%) és 3. Nagydíj-kűrben (76,50%) IPS Krack C-vel
- CDIO Rotterdam (NED): 1. Nagydíjban (81,33% = Világcsúcs!) és 1. Nagydíj-speciálban (76,60%) Keltec Salinero-val;

5. Nagydíjban (70,88%) és 2. Nagydíj-kűrben (76,10%) IPS Painted Black-kel
- CDI De Steeg (NED): 1. Nagydíjban (78,21%), 1. Nagydíj-speciálban (78,64%) Keltec Salinero-val
- CDI3* Hansbeke (BEL): 1. Nagydíjban (71,83%) és 1. Nagydíj-speciálban (70,32%) IPS Painted Black-kel
- CDI-W ‘s Hertogenbosch (NED): 1. Nagydíjban (77,38%), 1. Nagydíj-kűrben (87,93% = Világcsúcs!) Keltec Salinero-val;

5. Nagydíjban (67,79%), 2. Nagydíj-speciálban (72,24%) IPS Krack C-vel
- CDI-Stallions Zwolle (NED): 1. Nagydíjban (70,71%), 3. Nagydíj-kűrben (70,3%) IPS Krack C-vel

#### 2005
- CDI-W ‘s Hertogenbosch (NED): 1. Nagydíjban (75,75%), 1. Nagydíj-kűrben (83,60%) Keltec Salinero-val;

1. Nagydíjban (70,21%), 1. Nagydíj-speciálban (72,56%) IPS Krack C-vel
- CDI-W Düsseldorf (GER): 1. Nagydíjban (77,42%), 1. Nagydíj-kűrben (84,43%) Keltec Salinero-val
- CDI De Steeg (NED): 1. Nagydíjban (78,21%), 1. Nagydíj-speciálban (78,64%),

1. Szent György Díjban (74,40%), 1. Intermediaire I kűrben (79,88%) IPS Painted Black-kel
- CHIO Aken (GER): 1. Nagydíjban (74,5%), 13th Nagydíj-speciálban (70,96%),

2. Nagydíj-Kűrben (81,53%), 1. Nemzetek Kupájában Keltec Salinero-val
- CDI Aachen (GER): 5. Nagydíjban (71,50%), 1. Nagydíj-kűrben (78,88%) IPS Krack C-vel
- CDI-W Maastricht (NED): 1. Nagydíjban (78%), 1. Nagydíj-kűrben (82,38%) Keltec Salinero-val
- CDI-W Londen (NED): 1. Nagydíjban (76,08%), 1. Nagydíj-kűrben (82,85%) Keltec Salinero-val
- CDI-W Mechelen (BEL): 1. Nagydíjban (76,13%), 1. Nagydíj-kűrben (83,60%) Keltec Salinero-val

#### 2004
- CHIO Aachen (GER): 2. Nagydíjban (75,42%), 1. Nagydíj-speciálban (77,16%)

és 1. Nagydíj-kűrben (83,65%) Gestion Salinero-val,
és 1. Nagydíj-kűrben (78,88%) Gestion Krack C-vel

### Cikkek
- (angolul)The Virtual Equestrian: FEI World Cup™ Dressage 2007–2008 no 13
- (angolul)DressageDaily: Ninth World Cup for Anky van Grunsven in top World Cup Dressage Final (2008. március 30.) Archiválva 2008. május 16-i dátummal a Wayback Machine-ben
- (angolul)Equestrian: Ninth World Cup for Anky van Grunsven (2008. április 4.)

Ez a lap adatok és újabb eredmények szempontjából 2008. november 28-án frissült.